# 郑州公交22路
郑州公交22路是郑州市内一条公共汽车线路，来往于河南省体育中心与紫荆山花园路，由郑州公交集团第二运营公司运营，开通于2001年。

## 线路历史
1982年，郑州公交曾开辟22路郊区路线，由大石桥至新郑人和寨，于1984年停驶，该线路与现在的22路并无关系。
目前的22路开通于2001年，当时首末站为综合投资区和紫荆山。2007年4月30日，22路线路延长至郑州火车站，同年12月30日，22路线路南端终点站又调整至二七广场。
2015年9月25日，因天明路拓宽大修施工影响，本线暂时停运。2017年5月26日，本线在停运近两年后又重新恢复运营，来往于省体育中心与紫荆山金水路西。
2023年9月21日，22路线路进行调整，不再途径黄河路一带。

## 线路基本资料

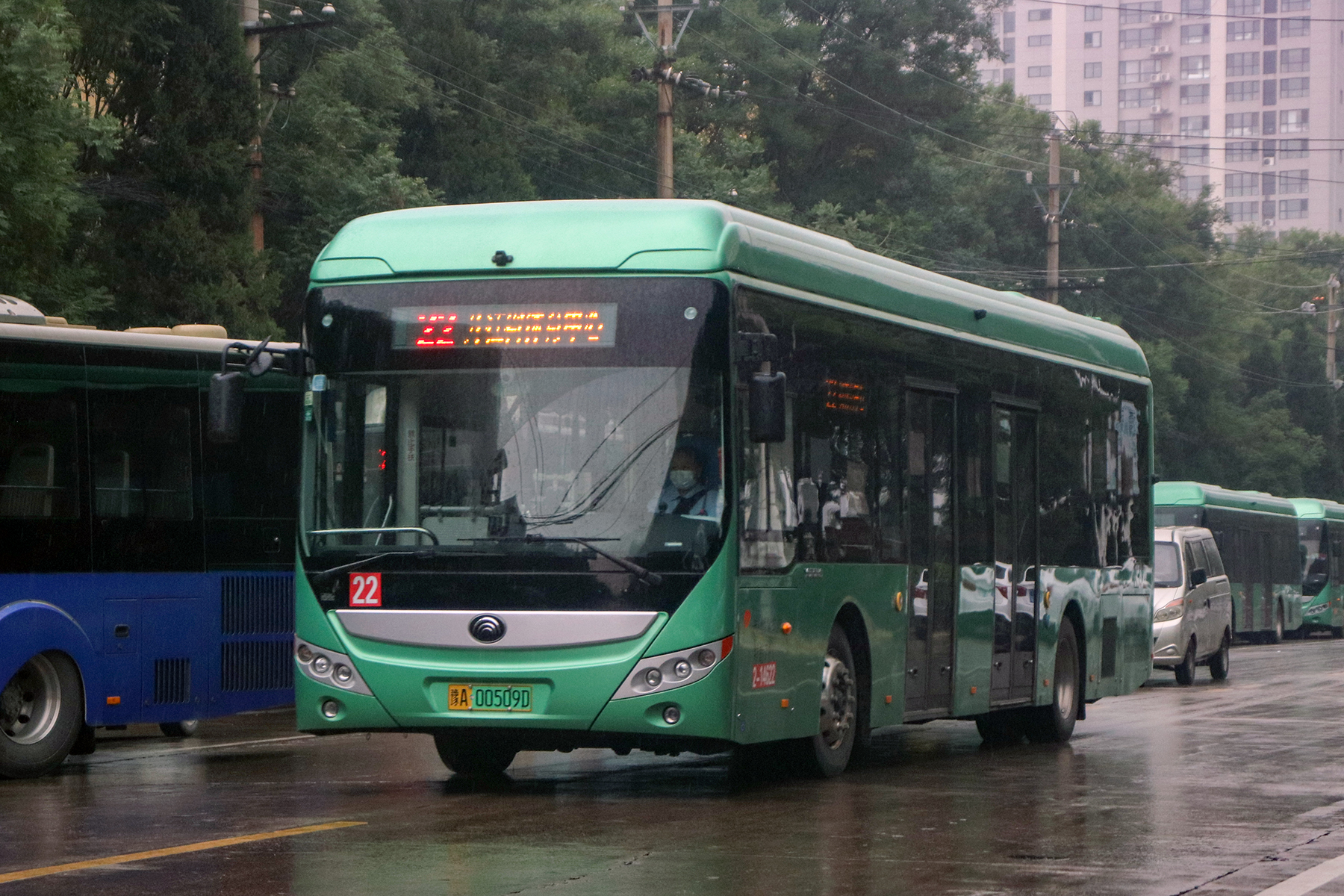
运行于22路的宇通E12纯电动客车

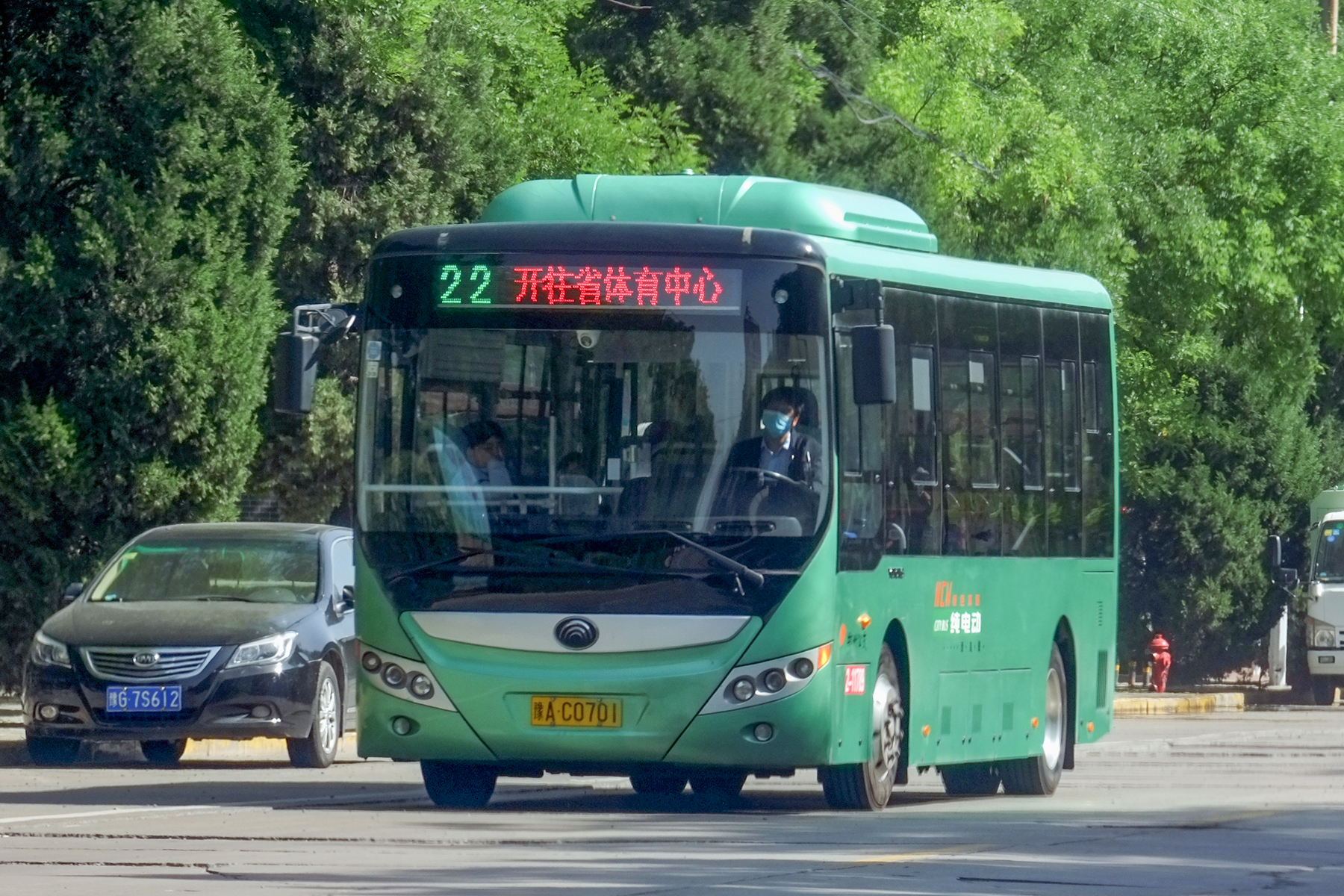
运行于22路的宇通E8纯电动客车

### 线路走向
- 下行：省体育中心→紫荆山花园路
  - 自省体育中心起，长兴路、王寨路、索凌路、天明路、红专路、花园路，至紫荆山花园路止。
- 上行：紫荆山花园路→省体育中心
  - 自紫荆山花园路起，经花园路、红专路、天明路、索凌路、王寨路、长兴路，至省体育中心止。

### 服务时间
- 省体育中心：06:00～21:00
- 紫荆山花园路：06:00～21:00

### 收费
- 全程单价RMB¥1，无人售票，支持绿城通（普通储值卡8折，成人月票5折，学生月票2.5折，老年卡免费）、微信/支付宝乘车码及银联云闪付。

### 与郑州地铁的换乘
- █ 1号线：紫荆山
- █ 2号线：黄河路、紫荆山
- █ 3号线：省体育中心、王砦
- █ 4号线：省体育中心
- █ 5号线：黄河路

### 停站
22路各停靠站点如下表所示：
| 下行站序 | 上行站序 | 站名             | 所在道路 | 轨交换乘                                 | 周边地点                                                 |
| 1        | 27       | 省体育中心       | 长兴路   |                                          | 河南省体育中心、新希望澳园                               |
| 2        | 26       | 长兴路三全路     | 长兴路   | 34 省体育中心                            | 河南省体育中心、裕华第九城市、裕华广场、郑州大学体育学院 |
| 3        | 25       | 长兴路银河街     | 长兴路   |                                          | 郑州大学体育学院                                         |
| 4        | 24       | 综合投资区       | 长兴路   | 宏达小区                                 |                                                          |
| 5        | 23       | 长兴路国基路     | 长兴路   | 3 王砦                                   | 百文花园、郑州市第十二中学                               |
| 6        | 22       | 王寨路长兴路     | 王寨路   |                                          | 宜家家居郑州商场、万科民安江山府                         |
| 7        | 21       | 信基黄河生活广场 | 王寨路   | 信基黄河生活广场、信基建材家具城         |                                                          |
| 8        | 20       | 王寨路索凌路     | 王寨路   | 西史赵村                                 |                                                          |
| 9        | 19       | 索凌路庙李       | 索凌路   | 瑞祥花园、西史赵村                       |                                                          |
| 10       | 18       | 索凌路北三环     | 索凌路   | 思达大河春天、六合苑社区                 |                                                          |
| 11       | 17       | 索凌路天明路     | 索凌路   | 丰乐五金机电城                           |                                                          |
| 12       | 16       | 天明路宋寨南街   | 天明路   | 建业森林半岛、开祥御龙城、丰乐花苑       |                                                          |
| 13       | 15       | 天明路东风路     | 天明路   | 天旺广场、天旺优库、绿荫公园、五洲大酒店 |                                                          |
| 14       | -        | 天明路群办路     | 天明路   | 紫檀华都、大桥社区、天伦锦城             |                                                          |
| -        | 14       | 天明路群办路南   | 天明路   | 紫檀华都、大桥社区、天伦锦城             |                                                          |
| 15       | 13       | 天明路群英路     | 天明路   | 郑州市第三十一中学                       |                                                          |
| 16       | 12       | 天明路农业路     | 天明路   | 铁道警察学院                             |                                                          |
| 17       | -        | 天明路生产路     | 天明路   | 怡丰新都汇                               |                                                          |
| 18       | 11       | 天明路南丰街     | 天明路   | 胜鸿小区                                 |                                                          |
| 19       | 10       | 天明路红专路     | 天明路   | 天明商务大厦                             |                                                          |
| 20       | 9        | 红专路东三街     | 红专路   | 河南少年先锋学校                         |                                                          |
| 21       | 8        | 红专路黄河北街   | 红专路   | 郑州市第二十六中学                       |                                                          |
| 22       | 7        | 红专路文化路     | 红专路   | 郑州大学北校区                           |                                                          |
| 23       | 6        | 红专路经七路     | 红专路   | 河南省总工会干部学校、恒祥百悦城         |                                                          |
| 24       | 5        | 红专路经五路     | 红专路   | 河南省科学院化学研究所                   |                                                          |
| -        | 4        | 红专路花园路     | 红专路   | 河南省文化馆                             |                                                          |
| 25       | -        | 花园路红专路     | 花园路   | 邮政大厦、河南省市场监督管理局           |                                                          |
| 26       | 3        | 花园路黄河路     | 花园路   | 25 黄河路                                | 河南省粮食和物资储备局、河南通信设计院                   |
| 27       | 2        | 花园路口         | 花园路   |                                          | 正道花园百货、中国建设银行河南省分行                     |
| 28       | 1        | 紫荆山花园路     | 花园路   | 12 紫荆山                                | 河南省人民会堂、河南饭店、紫荆山公园                     |